# Анри Пирен
Анри Пирен (на френски: Henri Pirenne) е белгийски историк и общественик.

## Биография
Той е роден на 23 декември 1862 г. във Вервие край Лиеж в семейството на производител на текстил. През 1883 г. завършва история в Лиежкия университет. От 1885 г. преподава в Лиеж, а от следващата година – в Гентския университет. Работи главно в областта на медиевистиката, като методите му оказват влияние върху по-късната Школа „Анали“. По време на Първата световна война Пирен е важна фигура в движението за ненасилствена съпротива срещу германската окупация и от 1916 до 1918 година е затворник в Германия.
Анри Пирен умира на 25 ноември 1935 година в Юкел.

## За него
- Jules Duesberg, Henri Pirenne: hommages et souvenirs, t. 1 et 2, Bruxelles, Nouvelle Société d'éditions, 1938.
- Bryce Dale Lyon, Henri Pirenne: A Biographical and Intellectual Study, Gand, Story-Scientia, 1974, 477 p.